# Молотниково
Молотниково — село в Котельничском районе Кировской области, административный центр Молотниковского сельского поселения.

## География
Располагается на расстоянии примерно 11 км по прямой на север-северо-восток от райцентра города Котельнич.

## История
Известно с 1555 года. В 1678 году здесь (погост Молотниковский) учтено было 7 дворов, в 1764 году 13 жителей. В 1873 году здесь (село Молотниковское) было отмечено дворов 8 и жителей 35, в 1905 (Молотниковское или Дмитриевское) 7 и 25, в 1926 29 и 120, в 1950 48 и 127, в 1989 проживало 611 жителей. Настоящее название утвердилось с 1939 года.

## Население
Постоянное население  составляло 505 человека (русские 94%) в 2002 году, 376 в 2010.